# Суперкубок Узбекистана по футболу 2024
Суперкубок Узбекистана по футболу 2024 (узб. Futbol boʻyicha 2024-yilgi Oʻzbekiston Superkubogi) — 9-й матч Суперкубка Узбекистана, ежегодного матча между победителями предыдущего сезона Суперлиги и Кубка Узбекистана. 
Ташкентский «Пахтакор» вышел в финал как чемпион Суперлиги 2023 года, а «Насаф» — как обладатель Кубка. Встреча прошла 29 мая 2024 года на нейтральном поле — стадионе «Бунёдкор» в Ташкенте. Главным арбитром снова выступил Азиз Асимов, судивший также предыдущий финал.
Основное время завершилось со счётом 1:1 — за «Пахтакор» забил Драган Черан (на 55-й минуте с пенальти), за «Насаф» — Шароф Мухиддинов (на 80-й минуте). По регламенту, дополнительные таймы не проводились, и победитель определился в серии пенальти. «Насаф» одержал победу со счётом 4:3, став обладателем Суперкубка Узбекистана в третий раз в своей истории.

## Подробности матча
| 29 мая 2024 | Пахтакор         | 1—1 (3–4 пен.) | Насаф          | Ташкент                                           |
| 19:00 (UZT, UTC+5)                                                                                                 | Черан 55′ (пен.) | | Мухиддинов 80′ | Стадион: Бунёдкор Судья: Азиз Асимов (Узбекистан) |
| | Пенальти         | |                |                                                   |
| - Драган Черан - Шахзод Азмиддинов - Умар Адхамзода - Достонбек Хамдамов - Диёр Холматов - Мухаммадкодир Хамралиев |                  | - Шароф Мухиддинов - Джавохир Сидиков - Акмаль Мозговой - Шерзод Насруллаев - Абдувахид Неъматов - Виктор да Сильва |                |                                                   |

## Судейская бригада
- Главный судья: Азиз Асимов
- Помощники судьи: Санджар Шоюсупов, Алишер Усманов
- Четвёртый судья: Абдурашид Худойберганов
- Видеопомощник (ВАР): Ахрол Рискуллаев
- Помощник ВАР: Андрей Сапенко